# Sociedade das Espadas Pequenas
Sociedade das Espadas Pequenas foi uma organização política e militar ativa em Xangai, China, e em áreas vizinhas em meio à Rebelião Taiping, entre cerca de 1840 e 1855.  Membros da sociedade, rebelando-se contra a dinastia Qing, ocuparam a antiga Xangai e muitas das aldeias vizinhas.  A nobreza e os comerciantes chineses refugiaram-se nas concessões britânicas e francesas, que eram consideradas os únicos lugares seguros. A rebelião foi reprimida e a sociedade foi expulsa de Xangai em fevereiro de 1855.